# Jaromír di Boemia
Jaromír (... – Stará Lysá, 4 novembre 1035) membro della dinastia dei Přemyslidi, fu duca di Boemia, nel 1003, dal 1004 al 1012, e di nuovo dal 1034 al 1035.

## Biografia
Era il secondo figlio del duca Boleslao II il Pio († 999). Sua madre potrebbe essere stata una delle due mogli di suo padre: Adiva o Emma di Mělník.
Nel 1002 Jaromír si ribellò contro il dominio del fratello maggiore Boleslao III, il quale lo fece castrare e venne espulso e, con sua madre e suo fratello Ulrico/Oldřich, si recò alla corte bavarese di Ratisbona. Ciononostante, Boleslao non fu in grado di assicurarsi il trono di Praga, poiché fu deposto dalla nobiltà boema e il ducato fu retto dal cugino Clodoveo/Vladivoj, sostenuto dal duca polacco e fratellastro Boleslao I il Coraggioso. Vladivoj ottenne anche il sostegno del re tedesco Enrico II, quando ricevette il ducato di Boemia in feudo.
Quando Vladivoj morì l'anno successivo, Jaromír e Ulrico/Oldřich tornarono in Boemia e Jaromír fu proclamato duca dai nobili boemi. A loro volta le terre furono occupate dalle forze polacche di Boleslao che restaurarono Boleslao III come duca. Dopo aver ordinato un massacro del clan rivale dei Vršovci, tuttavia, perse il sostegno del sovrano polacco e fu infine privato del potere. Nel frattempo Jaromír aveva cercato il sostegno militare dal re Enrico II. A Merseburg, promise di tenere la Boemia come un vassallo del re. Questa azione pose definitivamente la Boemia sotto la giurisdizione del Sacro Romano Impero.
Nel 1004 Jaromír occupò Praga con un esercito tedesco e si proclamò duca di Boemia. Tuttavia lo stato che riacquistò era piccolo, poiché le forze polacche detenevano ancora la Moravia, la Slesia e la Lusazia. Il regno di Jaromír (come tanti altri primi sovrani cechi) fu una lotta per riconquistare terre perdute. Rimase un fedele sostenitore di re Enrico nella guerra tedesco-polacca. Tuttavia il re tedesco non intervenne quando nel 1012 Jaromír fu detronizzato da Ulrico/Oldřich (che lo fece accecare) e lo costrinse nuovamente all'esilio. In una campagna a sorpresa, Jaromír riuscì di nuovo a deporre Ulrico/Oldřich con il sostegno dell'imperatore Corrado II nel 1033, ma il suo secondo regno ebbe vita breve. Un anno dopo, Ulrico/Oldřich fu restaurato da suo figlio Bretislao I.
Jaromír fu imprigionato a Lysá nad Labem e morì il 4 novembre 1035 o 1038 (secondo Cosma di Praga), un anno dopo la morte di suo fratello. Fu assassinato da uno dei clan Vršovci. Venne sepolto nella chiesa di San Giorgio.

## Ascendenza
|                       |   |                    | Genitori |  |  | Nonni |  |  | Bisnonni              |  |  | Trisnonni           |  |
|                       |   |                    |          |  |  |       |  |  | Vratislao I di Boemia |  |  | Bořivoj I di Boemia |  |
|                       |   |                    |          |  |  |       |  |  | Vratislao I di Boemia |  |  | Bořivoj I di Boemia |  |
|                       |   | Ludmilla di Boemia |          |  |  |       |  |  | Vratislao I di Boemia |  |  |                     |  |
| Boleslao I di Boemia  |   |                    |          |  |  |       |  |  | Vratislao I di Boemia |  |  |                     |  |
|                       |   | Drahomira          | …        |  |  |       |  |  |                       |  |  |                     |  |
|                       |   | Drahomira          | …        |  |  |       |  |  |                       |  |  |                     |  |
|                       |   | Drahomira          | …        |  |  |       |  |  |                       |  |  |                     |  |
| Boleslao II di Boemia |   | Drahomira          |          |  |  |       |  |  |                       |  |  |                     |  |
|                       |   | …                  | …        |  |  |       |  |  |                       |  |  |                     |  |
|                       |   | …                  | …        |  |  |       |  |  |                       |  |  |                     |  |
|                       |   | …                  | …        |  |  |       |  |  |                       |  |  |                     |  |
| Biagota               |   | …                  |          |  |  |       |  |  |                       |  |  |                     |  |
|                       |   | …                  | …        |  |  |       |  |  |                       |  |  |                     |  |
|                       |   | …                  | …        |  |  |       |  |  |                       |  |  |                     |  |
|                       |   | …                  | …        |  |  |       |  |  |                       |  |  |                     |  |
| Jaromír di Boemia     |   | …                  |          |  |  |       |  |  |                       |  |  |                     |  |
|                       | … | …                  |          |  |  |       |  |  |                       |  |  |                     |  |
|                       | … | …                  |          |  |  |       |  |  |                       |  |  |                     |  |
|                       | … | …                  |          |  |  |       |  |  |                       |  |  |                     |  |
| …                     | … |                    |          |  |  |       |  |  |                       |  |  |                     |  |
|                       |   | …                  | …        |  |  |       |  |  |                       |  |  |                     |  |
|                       |   | …                  | …        |  |  |       |  |  |                       |  |  |                     |  |
|                       |   | …                  | …        |  |  |       |  |  |                       |  |  |                     |  |
| …                     |   | …                  |          |  |  |       |  |  |                       |  |  |                     |  |
|                       |   | …                  | …        |  |  |       |  |  |                       |  |  |                     |  |
|                       |   | …                  | …        |  |  |       |  |  |                       |  |  |                     |  |
|                       |   | …                  | …        |  |  |       |  |  |                       |  |  |                     |  |
| …                     |   | …                  |          |  |  |       |  |  |                       |  |  |                     |  |
|                       |   | …                  | …        |  |  |       |  |  |                       |  |  |                     |  |
|                       |   | …                  | …        |  |  |       |  |  |                       |  |  |                     |  |
|                       |   | …                  | …        |  |  |       |  |  |                       |  |  |                     |  |
|                       |   | …                  |          |  |  |       |  |  |                       |  |  |                     |  |